# バイスン

バイスン (ラテン文字:Boysun, Baysun, Bojsun、ウズベク語: Boysun / Бойсун、ロシア語: Байсун) はウズベキスタン・スルハンダリヤ州に位置する都市である。州都のテルメズから北に約120kmの地点に位置する。街の北東部にはギッサール山脈がそびえ立っている。2012年現在の人口は約27,000人である。「ボイスン」と表記されることもある。

## 概要
バイスンの街はグレコ・バクトリア王国やクシャーナ朝の頃には形成されていたとされている。街の南西部にはネアンデルタール人の遺骨が発見されたテシク・タシュ (Teshik-Tash) という洞窟もあり、付近のクギタング山脈では彼らの描いた壁画も発見されている。
バイスンはユネスコ世界遺産の文化遺産・自然遺産部門で登録申請を行なっており、2008年1月18日にUNESCOの暫定リストに加わった。
また「ボイスン地域の文化的空間」はユネスコの無形文化遺産の一覧表にも記載されている。

## 交通
2007年8月、グザルからバイスンを経由してクムクルガンまで結ぶウズベキスタン鉄道のルートが開通した。